# Coar Orvieto
L'Associazione Sportiva Dilettantistica Coar Orvieto è stata una società italiana di calcio a 5 di Orvieto fondata nel 1990.

## Storia
La società nasce nel 1990, concepita inizialmente per il "dopo-lavoro" dei dipendenti della concessionaria Alfa Romeo della zona; fino alla stagione 1993-94 prende parte ai campionati amatoriali locali, provinciali e regionali, sotto l'egida della UISP. Affiliatasi alla FIGC nel 1994, disputa fino al 1996 il torneo di calcio a 5 regionale umbro, quindi la neonata serie C1 regionale fino al 2001-02, quando conquista la promozione in serie B dominando il campionato (vincitrice con 75 punti). 
Nella stessa stagione vince la seconda Coppa Regionale sconfiggendo in finale l'ARCI Pontevalleceppi.
Durante gli anni di permanenza in serie B, disputa i play-off promozione nelle stagioni 2006-07 e 2007-08.Nell'annata 2008-09 raggiunge la serie A2 mediante promozione diretta, grazie alla vittoria del proprio girone, ottenuta all'ultima giornata di campionato, al termine di un estenuante confronto punto a punto con la principale avversaria di classifica, la Finplanet Fiumicino.
Il campionato di Serie A2 2009-10 si rivela però indigesto per la società orvietana che raccoglie appena un pareggio e una vittoria, concludendo la stagione all'ultimo posto del girone A e quindi retrocedendo. 
Il copione si ripete la stagione seguente, con la seconda retrocessione consecutiva della compagine (tredicesima nel girone C della Serie B) che abbandona dopo nove anni i campionati nazionali per fare ritorno nella Serie C1 umbra
Il 25 giugno 2012 per motivi economici la società è confluita nell'Omnia Terni Calcioacinque, iscritta al campionato regionale di Serie C1.
Dopo quattro rinunce, il successivo ottobre la nuova società viene dichiarata inattiva ed esclusa da tutti i campionati FIGC.
Pur tuttavia la nuova società Omnia Terni Calcioacinque ricorre alla Presidenza della FIGC, come previsto dalla vigente normativa (NOIF), dimostrando che la responsabilità delle quattro rinunce non potevano essere imputabili alla stessa società che ha dimostrato di aver fatto tutto quanto era in suo potere.
Pur essendo quindi esclusa dal Campionato Regionale di Calcio a 5 e svincolati di ufficio tutti i tesserati, la tesi difensiva è stata accolta e la Omnia Terni Calcioacinque ha mantenuto la propria matricola ed ha potuto continuare l'attività partecipando al Campionato Regionale di calcio a 5 Juniores e Under 21 nazionale.